# Agasanamatti, Haveri
Agasanamatti là một làng thuộc tehsil Haveri, huyện Haveri, bang Karnataka, Ấn Độ.